# Lac-Blanc
Pour les articles homonymes, voir Blanche et Lac Blanc.
Lac-Blanc est un territoire non organisé situé dans la municipalité régionale de comté de Portneuf, dans la région administrative de la Capitale-Nationale, au Québec, au Canada.

## Toponymie
Les toponymes suivants sont tous interreliés et ont été inscrits à la Banque des noms de lieux de la Commission de toponymie du Québec:
- "Territoire non organisé du Lac-Blanc", inscrit le 13 mars 1986,
- "Zec de la Rivière-Blanche", inscrit le 5 août 1982,
- "Rivière Blanche", inscrit le 5 décembre 1968,
- "Lac Blanc", soit le plus grand lac du Territoire non organisé du Lac-Blanc, inscrit le 5 décembre 1968.

## Géographie
Son territoire couvre 537,25 km2. Le principal lac, désigné lac Blanc, épouse la forme d'une amende, orientée nord-sud. La décharge de ce lac, situé au sud, alimente la Rivière Blanche qui coule vers le sud-ouest. Le lac Batiscan et la Rivière aux Éclairs, émissaire du lac Batiscan, délimitent le nord-est du territoire. La rivière aux Éclairs coule vers l'ouest jusqu'à sa confluence avec la rivière Batiscan qui délimite le nord-ouest du territoire en coulant vers le sud-ouest. À partir du lac Le Gardeur, dans le centre-est, la rivière Sainte-Anne Ouest coule vers le sud-ouest. La rivière Neilson traverse le territoire du nord-est vers le sud-ouest. Les rivières Chézine et Chézine Nord en traversent le sud-est en coulant vers le sud. À partir du lac Talayarde, dans le sud, la rivière Talayarde coule vers le sud.

## Démographie
| 1991 | 1996 | 2001 | 2006 | 2011 | 2016 | 2021 |
| ---- | ---- | ---- | ---- | ---- | ---- | ---- |
| 4    | 0    | 0    | 20   | 0    | 0    | 0    |

Résidences privées occupées par les résidents permanents en 2011: 0 (sur un total de 214 habitats).